# Buenos Aires, Nicaragua
Buenos Aires är en kommun (municipio) i Nicaragua med 5 677 invånare (2012). Den ligger på den västra stranden av Nicaraguasjön i den södra delen av landet, i departementet Rivas. I den norra delen av kommunen ligger sjön Laguna de Ñocarime, som är en kommunal naturpark.

## Geografi
Buenos Aires gränsar till Nicaraguasjön i öster, samt till kommunerna San Jorge och Rivas i söder,  Potosí i väster och Nandaime i norr. Kommunens största ort är centralorten Buenos Aires med 2 236 invånare (2005). Den ligger allra längst söderut i kommunen, där ytterligare 1 150 invånare bor i comarcorna El Cocal och El Limonal. Kommunen har ytterligare två comarcor, Tolesmaida med 1 090 invånare och El Menco med 944 invånare (2005). Dessa två ligger norrut längs Nicaraguasjön, den senare längst norrut, och de täcker tillsammans över 90% av kommunens yta.

## Historia
Kommunen Buenos Aires grundades som en pueblo någon gång mellan 1820 och 1838.

## Transporter
I den sydligaste delen av kommunen finns det ett utbrett lokalt vägnät med goda förbindelser till grannkommunerna. För att ta sig till den norra delen av kommunen måste man köra via den Panamerikanska landsvägen genom grannkommunen Potosí.

## Religion
Kommunen firar sina festdagar den 17, 18 och 19 mars till minne av Sankt Josef från Nasaret.